# Кукайне Рита Олександрівна
Рита Кукайне (латис. Rita Kukaine, 9 листопада 1922, Петроград, РСФСР — 29 січня 2011, Рига
, Латвія) — латвійський вірусолог і імунолог. Лауреатка Державної премії СРСР (1979). Академік АН Латвійської РСР, депутат Ради Союзу Верховної Ради СРСР 11 скликання (1984—1989) від Латвійської РСР.

## Життєпис
Народилася в Петрограді в латиській родині, яка після німецько-радянської війни переїхала до Латвії.
Закінчила з відзнакою медичний факультет Латвійського університету (1946) і здобула спеціальність лікаря. Від 1947 до 1950 року навчалася в аспірантурі медичного факультету.
1948 року вступила до КПРС.
Протягом 1950—1952 років — завідувачка лабораторії науково-дослідного інституту травматології та ортопедії Міністерства охорони здоров'я Латвійської РСР.
Працювала в Інституті мікробіології АН Латвійської РСР (від 1952 — заступницею директора, від 1962 — директором), 1955 року організувала і очолила в цьому інституті лабораторію інтеграційної вірусології (від 1968 — професор).
1961 року захистила докторську дисертацію в Ризькому медичному інституті на тему профілактики та лікування поліомієліту.
Мікробіологічний синтез — це найбільш перспективний і дешевий спосіб одержання таких цінних у харчуванні речовин, як амінокислоти і вітаміни. Багато мікроорганізмів здатні до так званого надсинтезу — вони утворюють таку кількість продуктів обміну, яке перевищує їх власну потребу. Саме цю властивість було покладено в основу технічної мікробіології. До числа незамінних амінокислот, які живий організм не виробляє, а отримує з їжею, відноситься лізин. В лабораторії Р. Кукайн було розроблено технологію промислового синтезу лізину для тваринництва, яку було впроваджено на Ліванському дослідному біохімічному заводі, будівництво якого почалося 1965 року.
1968 року латвійські вірусологи на чолі з академіком Кукайн виділили збудника лейкозу, поширеного в республіці серед корів бурої латвійської породи і назвали його БЛВ (бичачий лейкозний вірус). На молекулярному рівні вивчався процес впровадження в клітку БЛВ, який за допомогою ферменту зворотної транскриптази синтезує інфекційну форму ДНК клітини.
Таким чином під керівництвом Рити Кукайн було створено протилейкозну вакцину.
1973 року Рита Олександрівна отримала премію імені А. Кірхенштейна.
За цикл робіт у програмі «Зворотна транскриптаза (ревертаза)» група науковців СРСР, а також вчені з Чехословаччини та НДР були 1979 року відзначені Державною премією СРСР.
У середині 1980-х років обрана депутатом Верховної ради Латвійської РСР. Підтримала рух за національне відродження Латвії — Атмоду, від 1989 до 1991 року представляла Народний фронт Латвії у Верховній раді. За це була нагороджена Орденом Трьох зірок 4 травня 2010 року.

## Наукові дослідження
Основні наукові дослідження присвячені етіології, імунології, епідеміології поліомієліту і вірусних хвороб. Працювала над створенням живої вакцини проти поліомієліту. Досліджувала вірусну етіологію злоякісних новоутворень, природні механізми захисту організму від вірусної інфекції та можливості індукції інтерферону. Вивчала проблему взаємодії вірусу і клітини. Розробляла методи віротерапії пухлин, хіміотерапії вірусних інфекцій. Вивчала етіологію лейкозу в людини і тварин. Головна редакторка щорічних випусків «Взаимоотношение вирусов и клетки» (Взаємовідносини вірусів і клітини).

## Родина
Чоловік — академік Віктор Костянтинович Калнберз.
Син — Костянтин Вікторович Калнберз, хірург-ортопед.

## Нагороди
- Орден Трудового Червоного Прапора (1976)
- Державна премія СРСР (1979)[3]
- Орден Трьох зірок (2010)